# Станиште
Станиште, животно станиште, биотоп или абиоцен, је просторно ограничена јединица, која се одликује специфичним комплексом еколошких фактора. У екологији, хабитат је тип природног окружења у коме дата врста организма живи. Хабитат врсте су она места где врста може наћи храну, склониште, заштиту и јединке супротног пола за репродукцију.
Сваки организам живи у одређеном типу животног станишта, у једном језеру, реци или пустињи, и ту га је могуће лако пронаћи. Простор са различитим облицима неживе материје и одговарајућим климатским особинама у којем жива бића живе назива се биотоп. Биотоп-Тело сваког живог бића изграђено је од исте оне материје која се налази у неживој природи(угљеник, водоник, кисеоник, азот, фосфор и др). Такође, и готово сви витални животни процеси зависе од хемијских једињења из спољашње средине (вода, угљен-диоксид и др). Зато од неживе материје у биотопу умногоме зависи какве ће особине имати и сам екосистем.
Еколошка ниша, међутим подразумева не само физички простор у коме живи неки организам, већ и његову функционалну улогу у животној заједници (нпр. врсту исхране), као и положај који заузима у односу на еколошке факторе. Еколошка ниша говори о улози једне врсте у екосистему. Често се говори да нека врста заузима одређену еколошку нишу, што у ствари значи да се она разликује од друге врсте у погледу нпр. начина исхране, периода активности, коришћења различитих склоништа и др. Сликовито објашњено – појам животног станишта једног организма можемо схватити као његову адресу, а еколошку нишу као професију. 
Свако животно станиште насељено је одређеном комбинацијом биљних и животињских врста – животном заједницом (биоценозом).
Животна заједница и станиште не могу постојати одвојено, већ су повезане у целину у којој је биоценоза биотичка, а биотоп абиотичка компонента. Животну заједницу одликује, пре свега, одређена структура коју сачињавају одговарајуће еколошке нише, састав врста и др.

## Дефиниција и етимологија
Реч „хабитат” је била у употреби од око 1755. године и изведена је из латинске речи habitāre, настањиват, од habēre, имати или задржати Станиште се може дефинисати као природно окружење организма, тип места у којем је природно да живи и расте. По значењу је сличан биотопу; подручју уједначених животних услова повезаних са одређеном заједницом биљака и животиња.

## Ареал
Појам станишта треба одвојити од појма ареала врсте. Ареал је простор или област на Земљи коју једна врста насељава. У оквиру ареала једне врсте могу да се нађу различита станишта. Границе ареала неке врсте представљају у ствари границе њене распрострањености. Врсте које су врло широко распрострањене су космополити. Насупрот њима су ендемити, врсте које насељавају само једну, често уску област. Ендемити настају изоловањем области у којима се задржавају врсте којих нема у другим областима. Врсте које се срећу у само одређеним стаништима и представљају остатке изумрлих врста које су живеле у ранијим геолошким периодима називају се реликти. Заштити тих врста мора се поклонити посебна пажња.

## Фактори животне средине
Главни фактори животне средине који утичу на дистрибуцију живих организама су температура, влага, клима, тло и интензитет светлости, те присуство или одсуство свих захтева који су неопходни организму да би се одржао. Генерално гледано, животињске заједнице се ослањају на специфичне типове биљних заједница.
Неке биљке и животиње имају хабитатне захтеве који су испуњени у широком распону локација. Мали бели лептир Pieris rapae на пример, постоји на свим континентима света, осим на Антарктику. Његове ларве се хране широким распоном купуса и разних других биљних врста, а та врста успева на било којој отвореној локацији са различитим биљним асоцијацијама. Велики плави лептир, Phengaris arion, је много специфичнији у својим захтевима. Та врста се налази само на кредним пашњачким областима. Његове ларве се хране врстама тимијана, и због комплексних захтева свог животног циклуса насељава само подручја у којима живе Myrmica мрави.
Поремећај је важан у стварању биодиверзитетних станишта. У недостатку узнемиравања, развија се климаксни вегетацијски покров који спречава успостављање других врста. Ливаде дивљег цвећа понекад стварају заштитници природе, али већина кориштених цветница је или једногодишња или двогодишња и нестају након неколико година у недостатку сегмената голог тла на којима могу расти њихове саднице. Удари муња и оборена стабла у тропским шумама омогућавају да се богатство врста одржи, док се пионирске врсте усељавају како би попуниле празнине. Слично томе, обалским стаништима могу доминирати алге све док морско дно није узнемирено олујом која доводи до уклањања алги, или док измештајући седимент изложи нова подручја за колонизацију. Други узрок поремећаја је када неко подручје бива преплављено уведеном инвазивном врстом која у свом новом станишту није под контролом природних непријатеља.